# 黄章乡
黄章乡，是中华人民共和国陕西省延安市洛川县一个已撤销的乡级行政区，2015年，陕西省民政厅批复同意撤销黄章乡，将其所辖行政区域划归永乡镇。